# Ре-сюр-Сон
Ре-сюр-Сон (фр. Ray-sur-Saône) — коммуна во Франции, находится в регионе Франш-Конте. Департамент — Верхняя Сона. Входит в состав кантона Дампьер-сюр-Салон. Округ коммуны — Везуль.
Код INSEE коммуны — 70438.

## География
Коммуна расположена приблизительно в 300 км к юго-востоку от Парижа, в 45 км севернее Безансона, в 25 км к западу от Везуля.
На юге коммуны протекает река Сона.

## Население
Население коммуны на 2010 год составляло 216 человек.
| 1962 | 1968 | 1975 | 1982 | 1990 | 1999 | 2010 |
| ---- | ---- | ---- | ---- | ---- | ---- | ---- |
| 222  | 250  | 224  | 221  | 201  | 192  | 216  |

## Администрация
| Период | Период | Фамилия              | Партия | Примечания |
| ------ | ------ | -------------------- | ------ | ---------- |
| 1945   | 1955   | Луи Мюнье            |        |            |
| 1955   | 1987   | Габриель де Сальверт |        |            |
| 1987   | 1989   | Альфред Мерли        |        |            |
| 1989   | 2008   | Бернар Гескье        |        |            |
| 2008   | 2014   | Мишель Альбен        |        |            |

## Экономика
В 2010 году среди 122 человек трудоспособного возраста (15—64 лет) 82 были экономически активными, 40 — неактивными (показатель активности — 67,2 %, в 1999 году было 58,3 %). Из 82 активных жителей работали 75 человек (43 мужчины и 32 женщины), безработных было 7 (2 мужчин и 5 женщин). Среди 40 неактивных 10 человек были учениками или студентами, 20 — пенсионерами, 10 были неактивными по другим причинам.

## Достопримечательности
- Замок Ре-сюр-Сон[фр.] (XVIII век). Исторический памятник с 2009 года[3]

## Фотогалерея

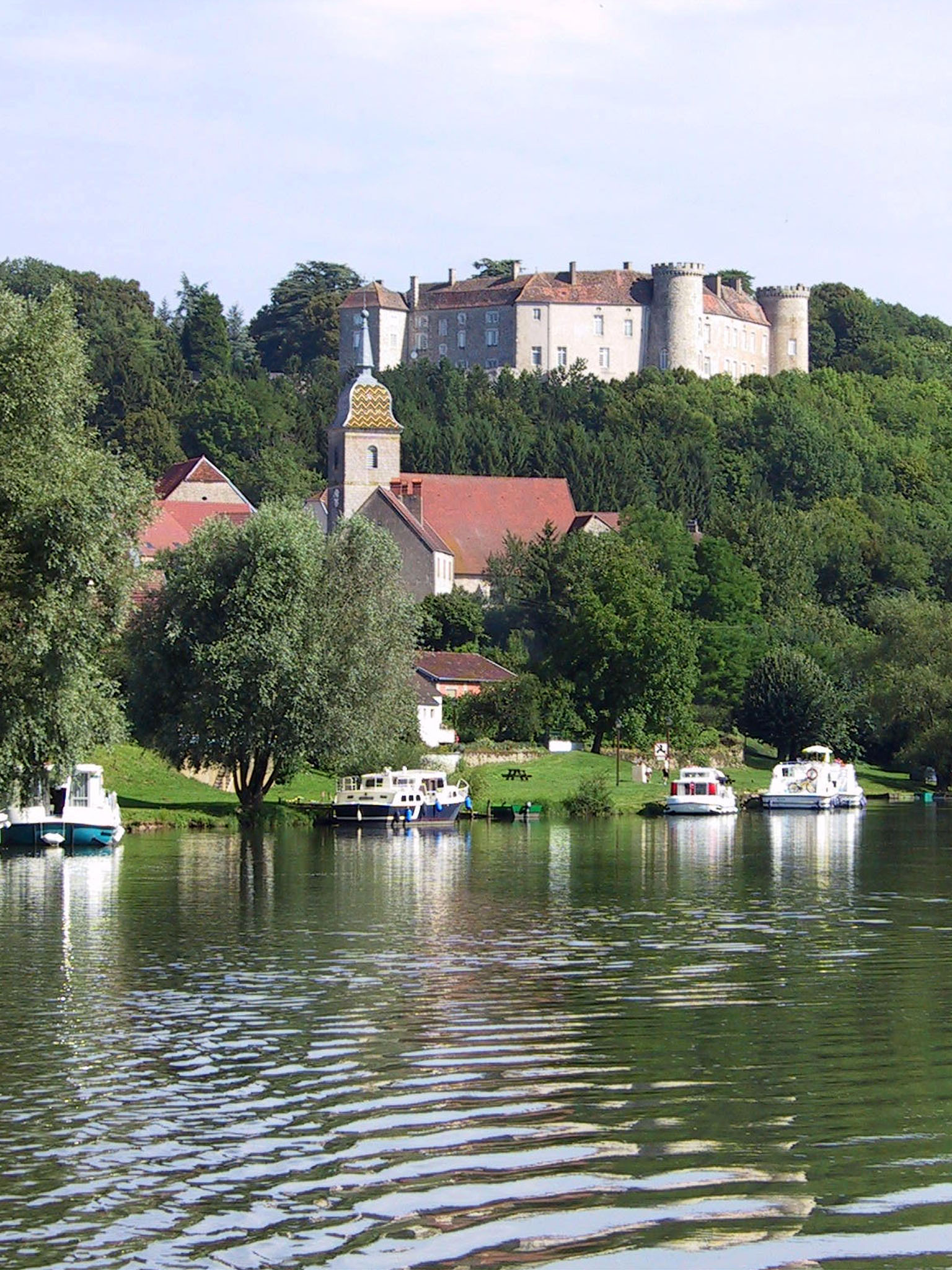
Ре-сюр-Сон
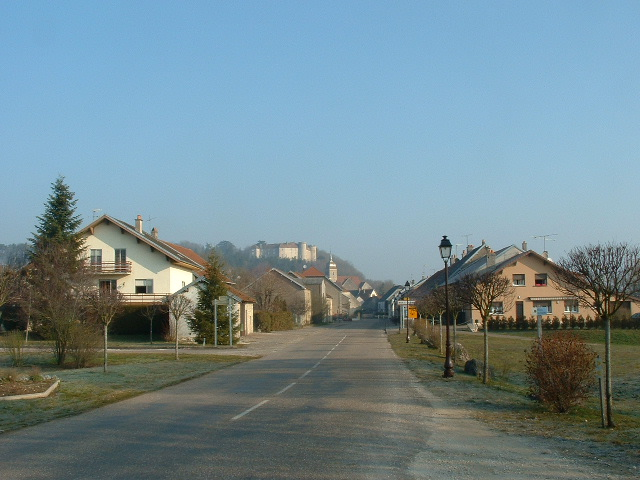
Ре-сюр-Сон
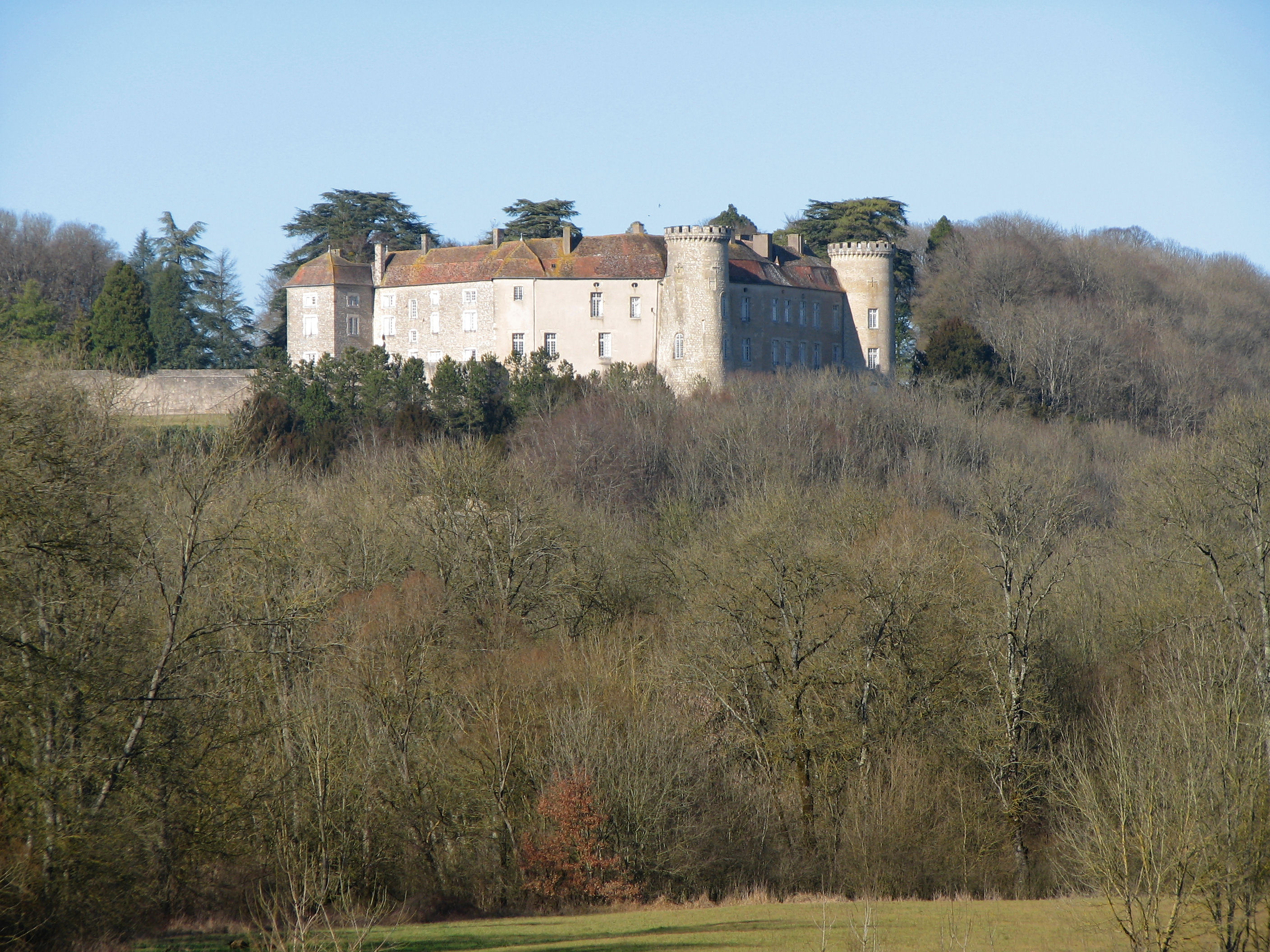
Замок Ре-сюр-Сон
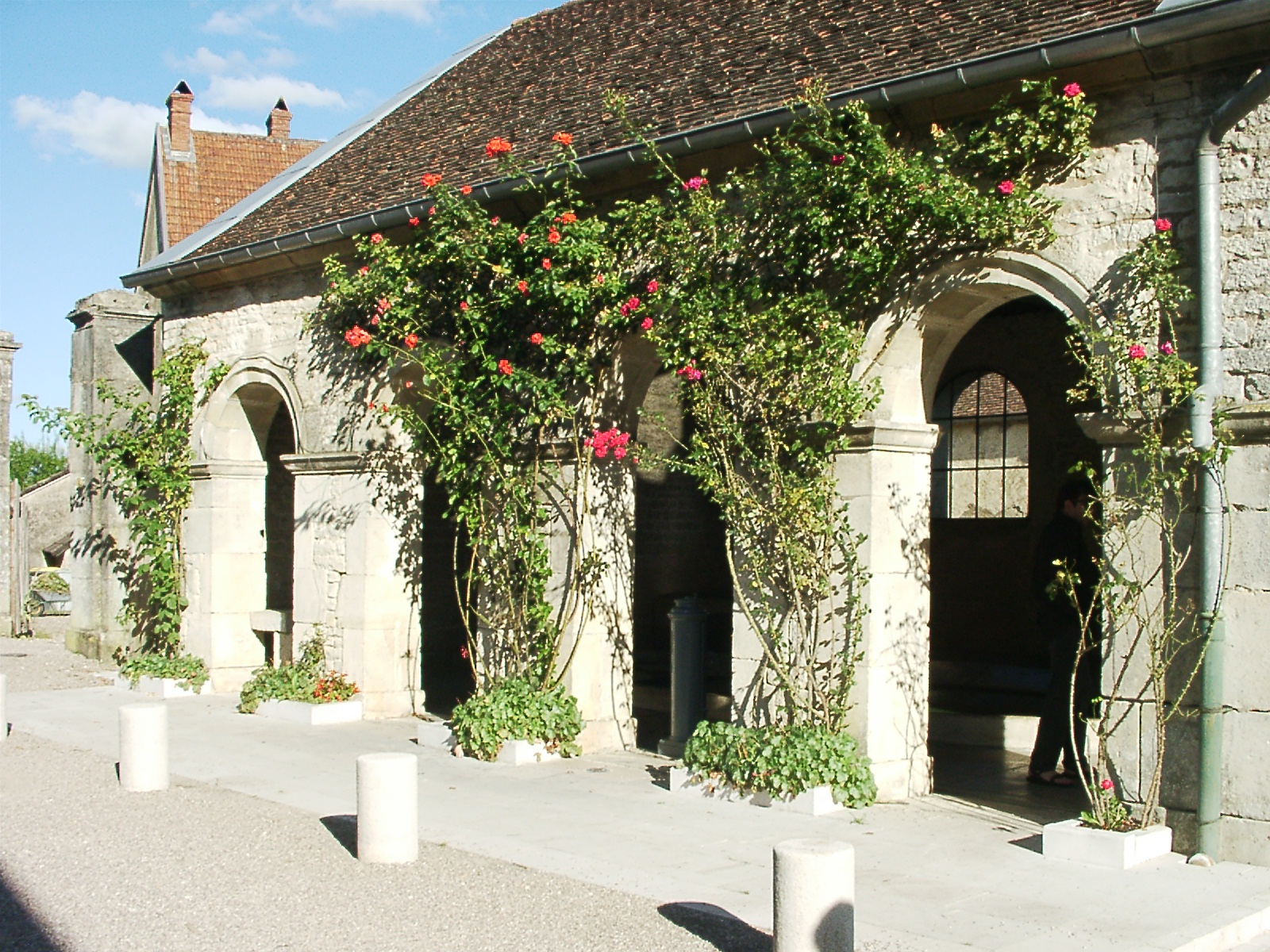
Общественная прачечная